# Alexander Dow
Pour les articles homonymes, voir Dow.
Alexander Dow, né en 1735 ou en 1736 à Crieff dans le comté de Perthshire en Écosse et mort le 31 juillet 1779 à Bhagalpur en Inde, est un militaire, officier dans la Compagnie britannique des Indes orientales, un  écrivain orientaliste et un dramaturge écossais.

## Biographie
Son père travaillait à la douane de Dunbar ; Alexander Dow y fait ses études, suit une formation pour une carrière commerciale, mais s'engage brusquement sur le navire King of Prussia en tant que Midshipman (aspirant) ; la raison de ce départ n'est pas connue. Il se rend à Bengkulu, une ville sur la côte sud-ouest de l'île de Sumatra. Il entre au service de l'armée de la Compagnie britannique des Indes orientales à Calcutta ; il est enseigne dans l'infanterie du Bengale le 14 septembre 1760, participe à plusieurs batailles, est promu lieutenant le 23 août 1763 et capitaine le 16 avril 1764 ; il est blessé en décembre 1764.
Il rentre en 1768 en Grande-Bretagne et publie à Londres cette année-là deux œuvres :
- un texte historique, The History of Hindostan, traduction en anglais de l'histoire de l'Hindoustan jusqu'en 1606 écrite en persan par l'historien Mohammed Qacim Ferichta (1571-1612), qui travailla à la cour du sultan de Bijapur vers la fin du XVIe siècle[2] ;
- un recueil de contes traduit du persan, Tales translated from the Persian of Inatulla of Delhi[3].

Le 17 décembre 1768, il fait jouer une tragédie Zingis à Londres  au théâtre royal de Drury Lane à Londres ; elle est publiée l'année suivante. Le héros en est Gengis Khan.
Dow retourne en Inde en 1769 ; il est promu lieutenant-colonel le 25 février et nommé commissaire général de la Compagnie des Indes orientales pour le Bengale. En 1772, il publie à Londres la suite de son histoire de l'Hindoustan, avec deux textes en complément : On the Origin and Nature of Despotism in Hindostan et An Enquiry into the State of Bengal.
En 1774, il rentre en Angleterre. David Garrick fait jouer le 19 février au théâtre de Drury Lane sa deuxième tragédie en vers, Sethona, dont l'action se déroule dans une Égypte ancienne et mythique.
Il retourne pour la dernière fois en Inde, où il meurt à Bhagalpur le 31 juillet 1779.

## Publications
- Tales translated from the Persian of Inatulla of Delhi, Londres, T. Beckett et P. A. de Hondt, 1768.
- The History of Hindostan from the earliest account of time, to the death of Akbar, translated from the Persian of Mahummed Casim Ferishta ... together with a dissertation concerning the religion and philosophy of the Brahmins, with an appendix containing the history of the Mogul Empire, Londres, T. Becket et P. A. de Hondt, 1768, 2 vol. ; réédition en 1770, 1772 et 1792.
- Zingis (en), a tragedy, Londres, T. Becket et P. A. de Hondt, 1769, VI-86 p.
- The History of Hindostan, from the death of Akbar to the complete settlement of the empire under Aurung- Zeb, to which are prefixed ; I. a dissertation on the origin and nature of despotism in Hindostan ; II. An enquiry into the State of Bengal, with a plan for restoring that kingdom to its former prosperity and splendor, Londres, T. Becket et P. A. de Hondt, 1772, CLXIV-424 p.
- Sethona (en), a tragedy, Londres, T. Beckett, 1774, VIII-75 p. (lire en ligne).

### Traductions françaises
- Dissertation sur les mœurs, les usages, le langage, la religion et la philosophie des Hindous, suivie d'une exposition générale et succincte du gouvernement et de l'état actuel de l'Hindostan, traduction de Claude-François Bergier, Paris, Pissot, 1769, 214 p. (lire en ligne).
- Fragment de l'histoire de l'Hindostan, deuxième partie de : Jean-Rodolphe Sinner, Essai sur les dogmes de la métempsychose et du purgatoire enseignés par les bramins de l'Indostan, Berne, Société typographique, 1771.
- Fragment de l'histoire de l'Indostan, avec une relation de la religion ancienne de ses peuples et des bramines, Londres, Société typographique, 1776.
- Essai sur le despotisme dans l'Indostan, Paris, Debray, 1797, 30 p. lire en ligne sur Gallica